# Gruppo Sportivo 1º Corpo Vigili del Fuoco
Il Gruppo Sportivo 1º Corpo Vigili del Fuoco, noto semplicemente come Vigili del Fuoco Roma, è stata una società calcistica italiana con sede a Roma.

## Storia
Il Gruppo Sportivo 1º Corpo Vigili del Fuoco Roma è stata una squadra romana esistita negli anni quaranta, gestita dal Corpo nazionale dei vigili del fuoco, vanta due partecipazioni consecutive al campionato di Serie C; nel 1944 si scioglie e pone fine alla sua breve storia (alcuni elementi fondano l'Italia Libera Roma insieme ai dirigenti dell'Avia).